# Resolució 1418 del Consell de Seguretat de les Nacions Unides
La Resolució 1418 del Consell de Seguretat de les Nacions Unides fou adoptada per unanimitat el 21 de juny de 2002. Després de recordar totes les resolucions anteriors sobre el conflicte a l'antiga Iugoslàvia, particularment la Resolució 1357 (2001), el Consell, actuant en virtut de Capítol VII de la Carta de les Nacions Unides, va ampliar el mandat de la Missió de les Nacions Unides a Bòsnia i Hercegovina (UNMIBH) i va autoritzar la continuació de la Força d'estabilització fins al 30 de juny de 2002.
Va ser una de les diverses extensions de la UNMIBH en aquest període, per permetre més temps per a consultes oficioses sobre el mandat de la UNMIBH.